# Аджубей, Рада Никитична
Ра́да Ники́тична Аджубе́й (4 апреля 1929, Киев — 11 августа 2016, Москва) — советская и российская журналистка и публицистка.
Дочь Никиты Хрущёва, была супругой главного редактора «Известий» Алексея Аджубея.

## Биография

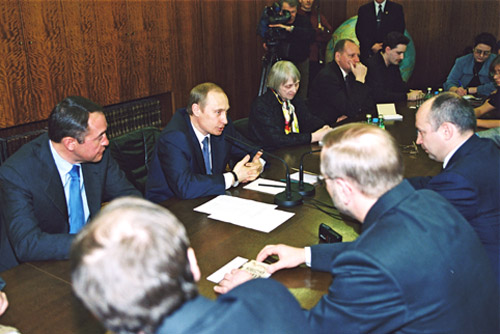
C Владимиром Путиным
на встрече в редакции газеты «Известия»
13 марта 2002 года

Родилась в семье Никиты Сергеевича Хрущёва, в то время секретаря парткома в Промышленной академии в Москве, и Нины Кухарчук, уроженки Западной Украины и преподавателя политэкономии в партийной школе в Юзовке. Это был его второй брак, первая жена Н. С. Хрущёва скончалась от брюшного тифа в 1920 году и оставила двоих детей: Леонида и Юлию, которые потом жили в семье Хрущёва.
Учиться начала в номенклатурной школе на Арбате в Москве, школу окончила с золотой медалью в Киеве, когда её отец был назначен первым секретарём ЦК КПУ.
После окончания школы поступила на филологический факультет МГУ, впоследствии перевелась на созданный факультет журналистики, который окончила в 1952 году.
Во время учёбы познакомилась с сокурсником Алексеем Аджубеем, за которого в 1949 году вышла замуж. В этом браке она родила трёх сыновей: Никиту (1952—2007), Алексея (1954—2024) и Ивана (род. 1959).
После рождения первого ребёнка она пришла работать в журнал «Наука и жизнь», где вскоре стала заведовать отделом медицины и биологии. Поскольку она поняла, что для такой должности ей не хватает знаний, то она поступила на заочное отделение на биологический факультет МГУ.
В 1956 году она была назначена заместителем главного редактора журнала «Наука и жизнь». За время её работы журнал стал одним из лучших научно-популярных журналов Советского Союза. Продолжала работать в редакции журнала до 2004 года.
После того как Хрущёв был снят со своего поста, её муж попал в опалу и стал работать редактором отдела в журнале «Советский Союз», а также публиковаться в различных изданиях под псевдонимом.
Имела одну внучку (дочь второго сына) — Ксению Алексеевну Аджубей (род. 1983), архитектор.
Жила и работала в Москве. Скончалась 11 августа 2016 года.
Урна с прахом захоронена на Введенском кладбище рядом с мужем и старшим сыном (20 участок).
А. Н. Шелепин вспоминал о ней: «Женщина умная, скромная, никогда у неё не было особых нарядов, никогда она себя не выпячивала. Она не использовала положение отца».

## Награды и звания
- Орден Трудового Красного Знамени (04.05.1962)